# Lukša Beritić
Lukša Beritić (Sustjepan, 1889. február 20. – Dubrovnik, 1969. március 24.) horvát mérnök, konzervátor.

## Életrajza
Miután elvégezte a pólai haditengerészeti műszaki iskolát, műszaki tisztként szolgált a haditengerészetnél. Később a "Dalmacija" főmérnöke lett. 1940-ben nyugdíjba ment, s ezután Dubrovnikban élt és dolgozott. Megalapította a Dubrovniki Régiségek Baráti Társaságát, és 1952-ben annak első elnöke volt. 1961-ben a jugoszláv restaurátor szövetség tiszteletbeli tagjává választották. Dubrovnik történetével, különösen az erődítményekkel és katonai fegyverekkel foglalkozott. Jelentős szerepe volt Dubrovnik város falainak és történelmi emlékeinek megóvásában és felújításában. Több könyve is megjelent, írásait szaklapokban is publikálta.

## Művei
- Utvrđenja grada Dubrovnika. Zagreb 1955.
- Dubrovačke zidine. Dubrovnik, 1958.
- Stonske utvrde. Dubrovnik 1958.
- Urbanistički razvitak Dubrovnika. Zagreb 1958.
- Dubrovačka artiljerija. Beograd 1960.
- Tvrđava Sokol u Konavlima. Dubrovnik 1966.